# الإصلاح (مدينة)
الإصلاح مدينة عراقية ومركز قضاء، و هي ضمن أراضي السادة الحصونة وكانت سابقا إحدى النواحي الإدارية التابعة لقضاء الناصرية مركز محافظة ذي قار في العراق قبل تحويلها إلى قضاء في عام 2014. تبلغ مساحتها نحو 1054 كم2.